# Krimbergen

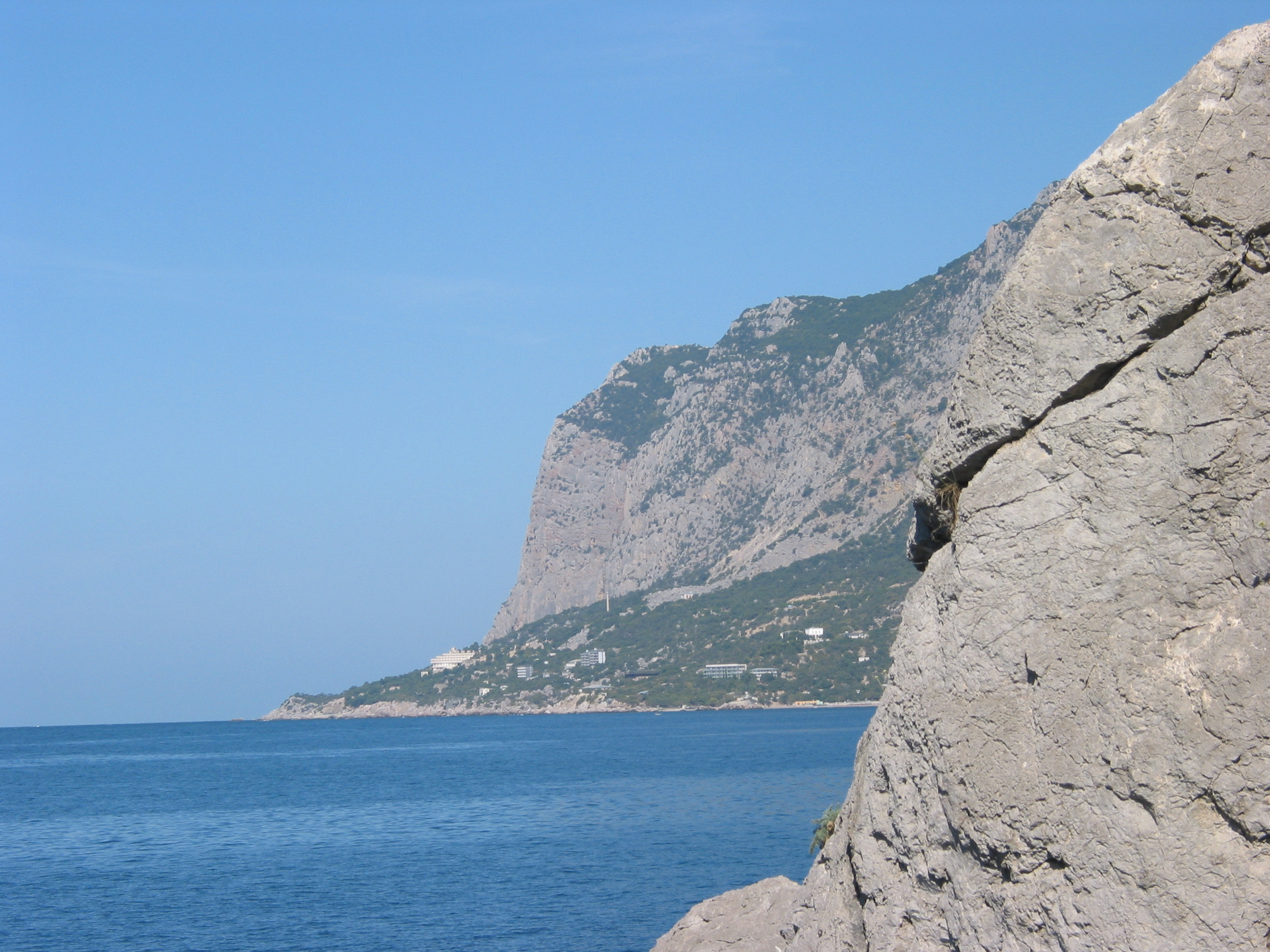
Jajlabergens branta sluttningar ner mot Svarta havet.

Krimbergen, eller, äldre, Tauriska bergen, (ryska: Крымские Горы, Krymskije Gory; ukrainska: Кримські Гори, Krymski Gori; krimtatariska: Yaylâ Dağ) är ett bergsområde på Krimhalvöns sydöstkust mot Svarta havet, med en längd på ungefär 150 kilometer. I väst faller bergen brant mot Svarta havet, och i öst övergår de långsamt i den krimeiska stäppen. Den högsta höjden är 1 545 meter, toppen av Roman-Kosj (ryska/ukrainska: Роман Кош).

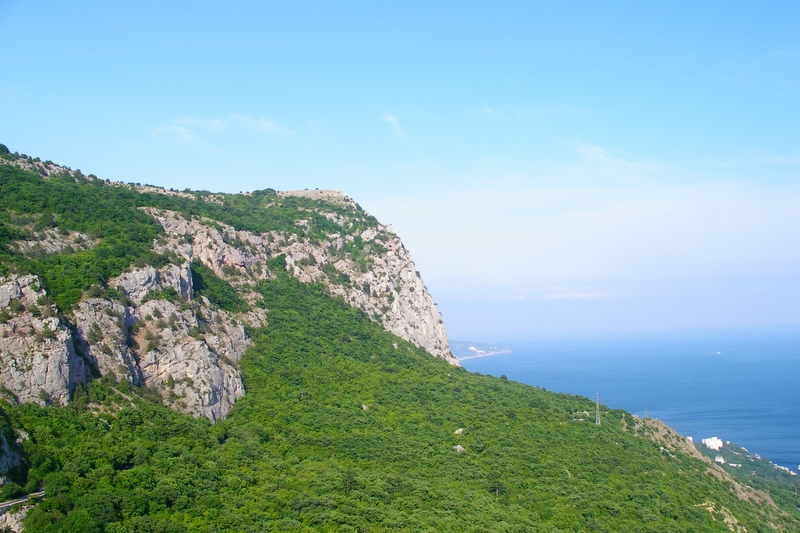
Jajlabergen på Krim med Svarta havet i bakgrunden.

Krimbergen består av stora plattoppade kalkstensklippor, men som ofta är rikt skogbeklädda. De sträcker sig från sydöstkusten och 8–12 kilometer inåt land, och omfattar flera bergskedjor, varav Jajlabergen, den yttersta kedjan närmast Svarta havet, är den största. Hela bergsområdet sträcker sig som mest ungefär 55 kilometer in från kusten. Bergen börjar på Krims sydvästligaste punkt, Kap Fiolente (antikens Parthenium, på vars spets det Artemistempel där Ifigenia sägs ha tjänstgjort som prästinna sägs ha legat), för att gå mot nordöst och snabbt nå höga höjder innan den senare långsammare tonar bort strax innan Kertjnäset. Dessa berg skyddar den sydliga kuststräckan mot nordliga vindar. Den yttersta kedjan, Jajlabergen, reser sig abrupt från ett av Svarta havets djupaste områden strax utanför kusten (som mest 2000 meter under havsytan) till en höjd av 600 till 750 meter. Den högsta toppen är Roman-Kosj på 1545 meter över havsytan; näst högsta toppar är Demirkapu (eller Kemal-egherek) på 1536 meter, Tjatyrdag på 1527 meter och Lapata på 1406 meter. 

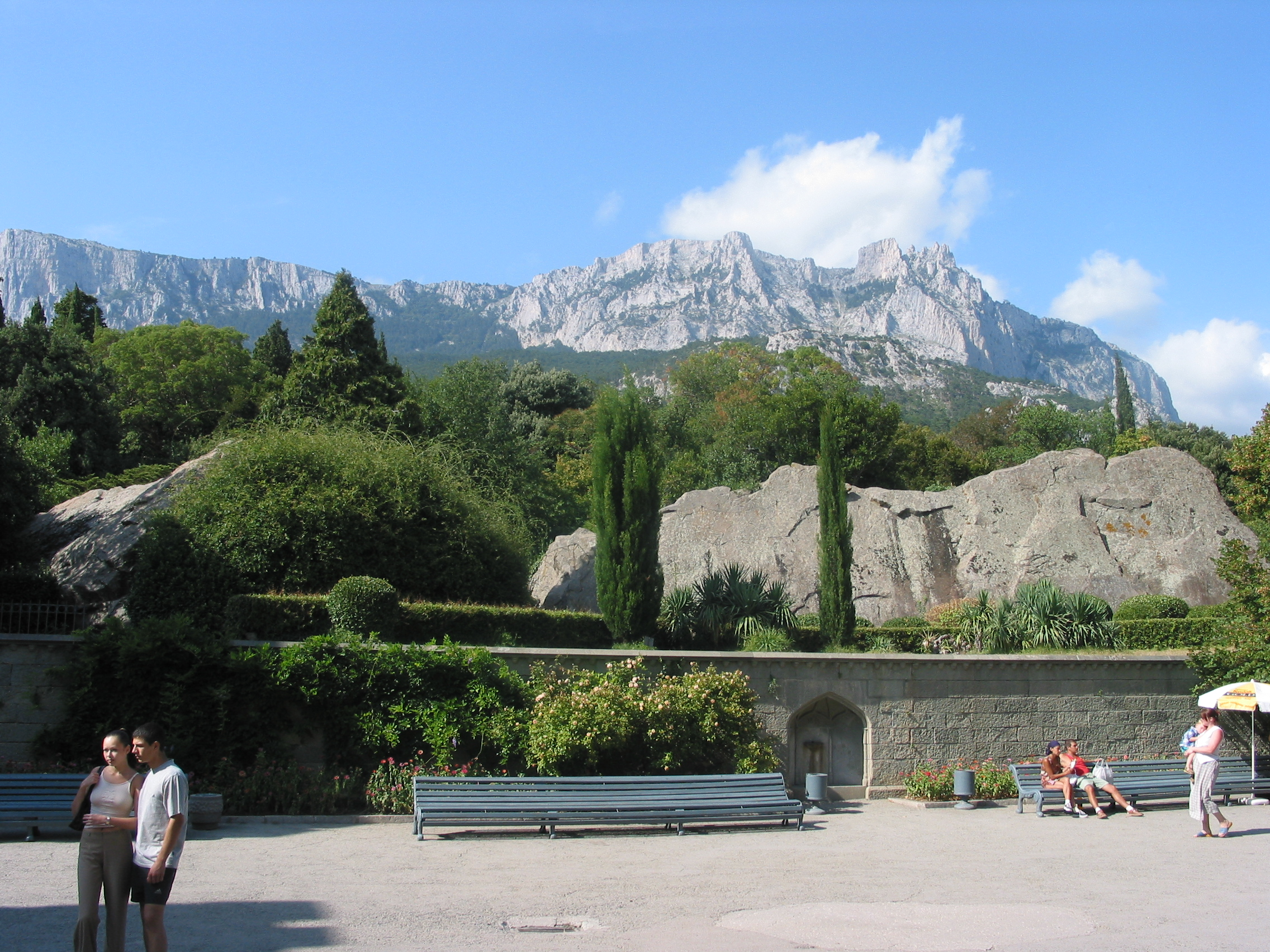
Berget Aj-Petri (1 243 meter)

Bakom den huvudsakliga bergskedjan finns också flera mindre parallella kedjor. Den första av dessa bakom Jajla uppgår till mellan 450 och 580 meter. Denna den andra kedjan har liksom den första brant stupande klippor mot sydöst men endast svaga sluttningar åt nordväst; i de förra finns tusentals små grottor där människor tros ha levt sedan paleolitikum. Flera små vattendrag korsar landskapet i raviner. En räcka mindre åar kastar sig, speciellt aktivt under vårfloden, nedför bergens sluttningar, däribland Tjernaja, Belbek, Katja och Alma ner i Svarta havet, samt Salghir med dess biflöde Karasu ("svart vatten" på krimtatariska) i Syvasj. Bördiga dalar korsar bergen och skiljer de olika kedjorna åt; en 16–19 kilometer bred dal skiljer den första bergskedjan från den andra och en annan 3–5 kilometer bred dal skiljer den andra från den tredje, som reser sig 150 till 250 meter. En fjärde, lägre kedja kan skymtas i sydväst. I de högsta delarna av dessa berg finns flera plana bergsbetesmarker, korsade av en mängd bergspass. Under vintern täcks många av topparna i snö, men denna når sällan söder om dem.
De högsta topparna är:
- Roman-Kosj (Роман Кош), 1545 meter
- Demirkapu, 1540 meter
- Zeitin-Kosj, 1537 meter
- Kemal-Egherek, 1536 meter
- Eklizi-Burun, 1527 meter

De viktigaste bergspassen är:
- Kujbysjeve (ryska: Куйбышеве), mellan Jalta och Simferopol
- Perevalne (ryska/ukrainska: Перевальне), mellan Alusjta och Simferopol
- Passet mellan Privithe och Bilohirsk
- Passet mellan Sudak und Hrusivka